# 桂文枝 (6代目)
6代目 桂 文枝（かつら ぶんし、1943年〈昭和18年〉7月16日 - ）は、日本の落語家、タレント、テレビ司会者。上方落語の名跡「桂文枝」の当代。
本名は、河村 靜也。吉本興業所属。社団法人上方落語協会第6代会長で、会長退任後は平会員を経て2020年6月に特別顧問に就任。
師匠は3代目桂小文枝（のちの5代目桂文枝）。一般的に上方落語の世界では単に「六代目」といえば6代目笑福亭松鶴を指すため、「六代 桂 文枝」と称している。

## 概要
大阪府大阪市大正区で生まれ育ち、約50年間大阪府池田市在住。出囃子は三枝時代『おそ付け』『喜撰くずし』から『軒すだれ』（師匠である先代文枝が小文枝時代に使用したのを継承）を使用。6代目文枝襲名に際して『本調子・中の舞』（5代目柳家小さんが使用していた曲）に替えた。定番ギャグは「いらっしゃーい!」。
吉本興業のほか、自らの個人事務所である三友事務所に籍を置く。上方落語協会での役職のほか、財団法人いけだ市民文化振興財団名誉理事、一般社団法人OSAKAあかるクラブキャプテン、函館大学商学部客員教授、関西大学文学部客員教授、堺市名誉大使、淡路島名誉大使も務める。2020年公益財団法人東京オリンピック・パラリンピック競技大会組織委員会では文化・教育委員会委員を務めた。
2012年に桂文枝を襲名するまで45年に渡り「桂三枝」名義で活動し、弟子や吉本の後輩芸人からは「三枝師匠」と呼ばれ、愛称は「サニー」「さんちゃん」だった（「さんちゃん」については後輩である明石家さんまの愛称となり、そちらが一般的な認識に塗り替わった）。
2015年7月2日、朝日放送の『新婚さんいらっしゃい!』で「同一司会者によるトーク番組の最長放送」としてギネス世界記録に認定された。同番組の司会は2022年3月まで51年間務めた。
創作落語を自作自演する作家活動も長く続けており、作品数は2020年（令和2年）で300本になった。他の落語家によって演じられるようになった演目も多い。

## 来歴

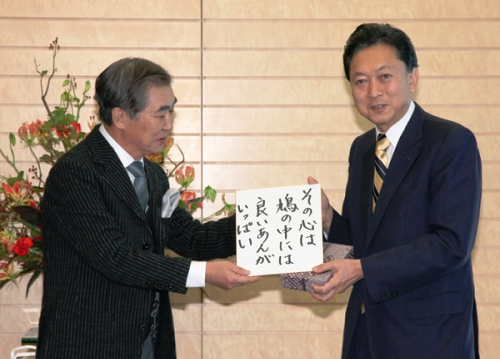
2009年、鳩山由紀夫首相（当時）と面会

河村家の先祖は武家の出で菩提寺は岐阜県本巣市文殊（旧: 本巣郡文殊村文殊）の善永寺にある。祖父・靜衛は日露戦争の奉天会戦に兵卒として参加し、除隊後にその功績で得た金鵄勲章の年金を元手に大阪で薬問屋を開業。
生後11か月で、野村銀行（現：りそな銀行）の銀行員だった父・清三を戦地に赴く前に陸軍病院（現在の大手前病院）にて肺結核で亡くす（遺骨は長らく旧真田山陸軍墓地に保管されていた）。文枝は2013年に父の遺骨と対面してから、父と陸軍墓地を題材にした「しあわせの進軍」という創作落語を作っている。戦争中は堺市内の親戚の家に母と疎開していたという。
母・治子はその後、静也（文枝の本名）を引き渡して離縁するようにという河村家の話を拒否して出奔し、大正区に隠れ住む。文枝の回想では当初は母は材木工場に住み込みで勤務、次いで静也を兄の家に預けて旅館で働いたという。1950年のジェーン台風と、翌1951年の火事で、大正区・港区在住時代の自宅が全損したため、幼い頃の写真は数えるほどしか残っていない。小さい頃から大村崑の大ファンで ファンレターを送った唯一の芸能人だった。
大阪市立北恩加島小学校、大阪市立市岡中学校を経て大阪市立市岡商業高等学校に進学した。中学では西川きよしの姉と同級生、高校ではレツゴー正児と2代目桂春蝶の下級生で、当時から付き合いがあった。市岡商業高校では演劇部に入部。先輩の直井正三（のちのレツゴー正児）に触発され、同級生とともにABCラジオの『漫才教室』に出演して賞金を稼ぎ、早くも大阪では名の知れた存在になった。
高校卒業後、関西大学商学部第二部商学科（夜間部）に進学。3代目桂米朝の口演を聴いて、落語に興味を持つ。一時期、卓球部に在籍したのち、1964年に創設間もない落研（通称落語大学）に一期生として入部（同期には浪漫亭呂蘭こと、元政治家の林省之介がいる）、ロマンチックをもじった「浪漫亭ちっく」の芸名で、アマチュア落語家として活動する。
在学中の1966年に、早稲田大学の落語研究会にいた都家西北が6代目三遊亭圓生に弟子入りする話を聞いて、自身も落語家になることを夢見る。ある日、番組出演などで知り合った藤井康民（当時松竹芸能制作部長。のちのケーエープロダクション社長）に桂小文枝の弟子になりたいことを打ち明ける。たまたま同じ場所に居合わせた高校先輩の2代目桂春蝶に「これから小文枝師匠とこ稽古行くさかい、ついて来るか? どうや?」と言われて同道し、弟子入り志願をする。「大学出は嫌や」と小文枝から断られたが、藤井がすべて責任を持つという形で弟子入りが許される。その時、母には「建設会社の人事課長」と偽って紹介するなど、入門までには紆余曲折があった。 正式な入門は同年12月1日。翌1967年（昭和42年）5月31日、道頓堀角座で初舞台を踏み（演目は「煮売屋」）、吉本でも同年に京都花月で初舞台を踏む。大学は中途退学した。
さらに入門直後のこの年には、大阪から徒歩で5日かけて伊勢神宮に参拝したことがあった。上方落語「伊勢参宮神乃賑」（別名「東の旅」、前記の「煮売屋」はその1エピソード）は江戸時代の伊勢参宮を描いた作品で、「ぜんぜん旅の感じが出てない!」と小文枝によく叱られていたことからそれを実践する目的があり、2011年に執筆した文章では「道中、人とのふれあいを通じて落語家として確実に成長できたと思う」と回想している。
同年秋、MBSラジオの深夜放送のオーディションに参加。マカロニ・ウェスタン映画を題材にした新作落語を披露し、ディレクターの渡邊一雄の目に止まり、出演が決定する。その番組とは、『歌え! MBSヤングタウン』であった。この番組で三枝は、自ら考えた「ひとりぼっちでいる時のあなたに、ロマンチックな明かりを灯す、 便所場の電球みたいな桂三枝です」のキャッチフレーズや、「オヨヨ」「いらっしゃーい」「アリーッ!」などのギャグで一躍大人気となる。三枝は放送タレントの世界に入るにあたって、「西条凡児のセンスと花菱アチャコの雰囲気、そして藤山寛美の“間”」を目標とし、とりわけ凡児の話芸に傾倒した。そしてギャグは、伴淳三郎の「アジャパー」や初代内海突破の「ギョッ!」など、ブレイクしたギャグの多くが「驚き語」であったことをヒントに、「一番最初に出る言葉にインパクトを出そう」と取り組んだ結果であった。1968年（昭和43年）正式に吉本興業の専属となる。
その後は、テレビのバラエティ番組『ヤングおー!おー!』『パンチDEデート』『新婚さんいらっしゃい!』などの司会を務め、全国区の人気者となり売れっ子となった。また、小文枝一門の中でもテレビ番組への出演が最も多かった弟子でもある。
ラジオ大阪の深夜放送『ヒットでヒット バチョンといこう!』（日曜日）にて、舌足らずの甘えた声で三枝の担当日のアシスタントを務めて共演したタレントの高橋真由美と番組終了後に結婚し、1男1女を儲ける。テレビ番組で、挙式した時の写真を披露したことがある。長男は三友事務所の社員である。
1990年代前半までは、長者番付関西芸能人ランキング首位を保ちつづけた。
1995年の参議院議員選挙に出馬を決意して記者会見まで開いたが、告示直前に事務所と家族が反対し、結局は断念した。
21世紀になってからはダウンタウンなど後進の台頭に加え、上沼恵美子ややしきたかじんがテレビ司会者として活躍するなど、お笑い界や上方芸能界の変化もあって、テレビタレントとしての勢いはやや落ち着いたものとなる。テレビ出演を抑え、本業の寄席（NGKの出番など）、独演会（2000年3月からは「桂三枝の創作落語125撰」）や上方落語協会会長としての業務に注力している。
2006年元日に、『笑点』の新春特番『大笑点』に『ヤングおー!おー!』時代の共演者である月亭八方らを引き連れて出演。その際、笑点メンバーからは「会長」と呼ばれていた。
2006年4月11日～20日、東京・鈴本演芸場夜の部に「桂三枝初お目見え興行」として出演、トリをとる。通常の料金2800円より高い3500円の指定席が販売されたが、前売券は全席完売した。
2009年1月1日、産経新聞が12月31日の関係者情報として「時期は未定だが桂派の由緒ある名跡で師匠の名『6代目桂文枝』の襲名が予定されている」と報じたが、その時点では否定していた。
2011年7月11日、師匠の名を継いで桂文枝を6代目として襲名することを正式に発表。なお、当時はタレントや落語作家としては今後も「桂三枝」名義を使用する意向だったが、4代目三遊亭金馬（のちの2代目三遊亭金翁）からの助言を受け、芸名を「桂文枝」に統一する方針へ考えを改めた。2012年7月16日に桂文枝を正式に襲名し、当日のなんばグランド花月にて「6代目 桂文枝」襲名披露公演を行った。同年7月22日放送分より、「新婚さん」の出演名義も「桂文枝」に改名した。45年間名乗った三枝から師匠の名を継承することを決意した背景には「桂派の源流で由緒ある（文枝の）名跡を直系の弟子が代々引き継いだことを考え、他の一門の誰かが（文枝を）襲名するようなことがあれば先代を始め代々の文枝に申し訳ない」との思いがあることを襲名発表の記者会見にて語っている。
2012年5月、日本経済新聞に「私の履歴書」を執筆する。2016年12月4日、堺市名誉大使に就任。
2017年には芸能生活50周年を記念して、よしもとクリエイティブ・エージェンシーと三井住友カードとの提携によるクレジットカード「オヨヨVISAカード」が発行された。券面には、桂文枝一門の定紋である結三柏と、文枝紋（漢字の「文」を4つ丸くつなげたもの）があしらわれている。会員には入会の際にオリジナルグッズが贈呈されたほか、文枝自身の公演やなんばグランド花月・神保町花月のチケット購入時に割引が適用されるなどの特典が用意されている。
2018年4月、上方落語協会会長を退任する意向を表明。後任に笑福亭仁智が選出され、5月31日の理事会をもって会長職を退任した。退任に際して、上方落語協会最高顧問などの役職を固辞し、同年7月オープンの「神戸新開地・喜楽館」の名誉館長に就任した。
2019年3月に長年の愛人であると報道された元歌手の紫艶が孤独死。2019年8月に桂三弥、同年11月には桂三金と古参の弟子が死去。
2020年3月4日、新型コロナウイルス感染症の影響により、なんばグランド花月で300作目の創作落語を無観客収録し、ネット配信した。
同年6月16日、新型コロナウイルスの影響で厳しい経営状況が続く府内観光事業者への支援を目的とする「大阪の人・関西の人 いらっしゃい!」キャンペーン大使に就任。大阪府庁の大阪府公館で行われた概要説明会に大阪府知事吉村洋文、大阪市長松井一郎とともに出席し、「コロナと一緒に過ごしたいとは思わないけど、ワクチンや治療薬ができるまでは仕方ない。志村けんさんもコロナで亡くなって葬式もできない。つらい寂しい思いした。コロナの中で大阪人らしくたくましく落ち込まずに頑張っていきたい」と語った。6月30日には、上方落語協会特別顧問に就任。
2021年1月下旬に母、妻・真由美と相次いで死別。後に、妻の死の翌日に通夜の法要を行っている最中に母の死が伝えられ、母の死亡手続のために通夜を中座せざるを得なかったと語っている。
2022年1月7日、同年3月27日放送分をもって『新婚さんいらっしゃい!』の司会を勇退することを発表した。勇退発表の会見では、「若いカップルの話を聞くのは無理があるなと、潮時やなと思った」と説明したほか、プロデューサーだった澤田隆治が2021年に死去したことや椅子から転げ落ちるアクションを以前のようにはできなくなったことも勇退の理由に挙げ、涙を浮かべた。発表通り、2022年3月27日放送をもって司会を勇退。
2023年7月、BSよしもとで新番組、『桂文枝の全国の首長さんに逢いたい！』をスタート。『新婚さんいらっしゃい!』終了から約1年3か月ぶりに冠番組のレギュラーを担当。
2024年6月11日～20日、東京・鈴本演芸場「落語協会百年興行 6月中席昼の部」に2006年以来のトリとして10日間出演。連日大入となった。

## 芸風など
「いらっしゃーい!」「オヨヨ」「しっかりと!」のギャグが有名である。「オヨヨ」については、小林信彦から自著『オヨヨ』シリーズからの盗用であると抗議され、使用をやめた上で謝罪することとなった（オヨヨ騒動）。しかし、三枝の「オヨヨ」は、俳優大河内傳次郎の物まねから派生したものであり、小林の主張は誤解だった。
タレントとして早くから頭角を現す一方で本業の落語の評価は高くなかったが、三遊亭圓丈の新作落語にヒントを得て、古典ではなく新作（創作落語）にウェイトを置くようになると、落語での評価は急上昇していった。これは古典をほとんどやっていない早い時期に、司会者やタレントで人気が出始めたため、師匠にしっかり稽古を付けてもらえなかったこと、本来の上方落語の世界に出てくる大阪言葉に馴染めなかったことなどが理由とされている。立川談志は「（当初は）ただの若手の人気者だと思ってましたよね。とにかく新作落語で奥義を極めたんじゃないかな」と評している。2021年12月に圓丈が死去した際には、放送局のディレクターから圓丈の『グリコ少年』をカセットテープで渡されたことが新作落語に入るきっかけとなり『ゴルフ夜明け前』につながっていったとコメントした。
自作の演目については、後進落語家に語り継がれることを前提としているため、「新作落語」（古典落語と対の言葉）とは呼ばせず、あえて「創作落語」と呼ぶ（また、新作落語はおおむね、時期が過ぎたらそのネタを「捨て」ざるを得なくなる習わしがあり、それに反発したことにもよる）。1981年に大阪で新作落語の会を始める際には、香川登志緒に「創作落語の会」という名称を付けてもらった。創作落語の時代設定は『ゴルフ夜明け前』のように必ずしも現代とは限らず、1980年代後半には出島商館長説を唱えていた浮世絵師の東洲斎写楽を題材とする企画も立てている。
後年のテレビ番組でおなじみとなった「あっち向いてホイ!」「さわってさわってナンでしょう（箱の中身はなんだろな）」「たたいて・かぶって・ジャンケンポン」などのゲームを考案した。子供の頃からオリジナルのゲームや遊びを考案するのが好きで、それが三枝の関係するクイズ番組などに活かされている。また、この持ち前の発想力が創作落語を作る際の原動力となっている。
大平サブロー、明石家さんま、松本人志など、後輩芸人からものまねされることがある。また、関根勤のかつての芸名「ラビット関根」や、池乃めだか、セーラーズの名付け親でもある。ほかにも『ヤングおー!おー!』で共演した後輩にも名前を付けている（オール阪神・巨人は「マネマネゴンスケ・マンスケ」、萩原芳樹には「ダッシュとんぺー」）。

## 主な持ちネタ
創作落語は
- 『ゴルフ夜明け前』
- 『読書の時間』
- 『鯛』（鯛は絵本にもなって出版されている）
- 『ぼやき酒屋』
- 『妻の旅行』
- 『宿題』
- 『作文』
- 『お忘れ物承り所』
- 『美しく青き道頓堀川』
- 『大相撲夢甚句』
- 『くもんもんしき学習塾』
- 『真心サービスおじんタクシー』
- 『ヘラクレスの心』
- 『ワニ』
- 『大阪レジスタンス』
- 『父よあなたは辛かった』
- 『赤とんぼ』
- 『仁義なき校争』
- 『新世界ヘ』
- 『竹やんあれがパリの灯だ』
- 『またも華々しき華燭の典』
- 『ご対面は涙々のポタージュスープ』
- 『アメリカ人が家にやって来た』
- 『仲直り』 - 大の仲良しで仲違いした事のない友人と仲違いしてしまう。そのせいで息子と友人の娘との結婚を許さない。仲違いの原因はゴルフでの些細な行き違いであったが、後に誤解であったと分かるも、誤解だと分かった矢先に友人が亡くなり謝罪出来ずに後悔する。その後息子と友人の娘との結婚も許した。後に拾った犬が実は友人の生まれ変わりだったと言う話
- 『涙をこらえてカラオケを』
- 『親父の演歌』 - 運送会社を営んでいた父親が経理担当の妻亡き後会社を畳んで色々と凝り出すが、飽き性で直ぐに飽きる。カメラ、陶芸、尺八と凝り出す度に振り回される子供達が、今度は演歌歌手なると言い出して振り回される様を描く。

など。2020年3月に300作に達した。
また前座時代に高座にかけた古典落語は
- 『天神山』
- 『稽古屋』
- 『桃太郎』
- 『地獄八景亡者戯』
- 『宿屋仇』
- 『羽織』
- 『大安売り』
- 『元犬』
- 『饅頭怖い』
- 『善哉公社』
- 『七度狐』
- 『喧嘩長屋』
- 『けんげしゃ茶屋』
- 『時うどん』
- 『野ざらし』
- 『世帯念仏』
- 『崇徳院』
- 『半分垢』
- 『宿替え』

など多数あり。1971年の「1080分落語会」では『七度狐』を演じている。
このほか、桂文紅の作った新作落語『テレビ葬式』も演じている。

## 芸能外の活動
1996年に吉本女子プロレスJd'を立ち上げた際に、「覆面コミッショナー」として参画している。また、大阪プロレス所属のプロレスラー・くいしんぼう仮面の入場テーマでは、オープニングで「くいしんぼう仮面、いらっしゃーい!」の掛け声で出演するなど、プロレスとの縁もある。
三枝時代に始めた、京都市東山区『清水順正おかべ家』で行われる、湯豆腐食べ比べ大会（毎年2月に開催）の司会は、日本有数の落語家になってからも継続し、2020年の第46回まで続いた（2021年および2022年は新型コロナウイルス感染症の影響により中止。2023年は中止の告知自体もなかった）。

## 人物
早くから吉本興業のタレントとして売れっ子になったため、吉本興業内で大きな立ち位置を占めていた。一方で、相当に気難しい性格で有名であり、この両面から吉本の後輩芸人とのトラブルが絶えず、シリアス、ネタともどもこの手の話題に事欠いたことがない。松本人志（ダウンタウン）がある番組収録で、ごく些細なきっかけで三枝を怒らせてしまい、松本自身は何が三枝の癪に触ったのか把握しきれないままマネージャーに促され楽屋へ謝りに行ったところ、すぐに掌を返したように上機嫌で許した、というエピソードは実話である。このエピソードは後に『ダウンタウンのごっつええ感じ』のコント「サニーさん」の原案となった。
多趣味で、かつては芸能人仲間でボウリング部を立ち上げたこともあった。将棋はアマ初段で、プロ棋士の神吉宏充と長年の交友を持つ。ウクレレ、絵画制作、社交ダンスもたしなむ。2010年8月頃、リカンベントの自転車を購入、吉本興業のプロフィールにも、リカンベントを趣味として記載している。福原愛との共演がきっかけで、卓球もする（前記の通り、大学時代には一時卓球部員であった）。加山雄三のファンであり、2000年前後に親交を持つようになり、2010年代からはLINEで連絡を取り合う関係で、2017年にはお互いのイベントにゲスト出演した。加山の影響で小型船舶操縦士を取得している。ただし、自動車の運転免許証は持っていない。
文枝襲名後はブログをほぼ毎日更新している。坂本龍馬のファンであり、ブログで話題にすることが多い。
大の阪神タイガースファンである。2014年のイベントで語ったところでは、かつては長嶋茂雄に憧れて巨人ファンであったが、1987年に江川卓が引退したことと長嶋一茂を巨人がドラフト指名しなかったことで関心が低下し、1989年に大学の先輩である村山実が監督に就任（再任）したことで「強い愛着」を持つようになり、2003年の18年ぶりのリーグ優勝で決定的になったという。2023年に阪神タイガースが日本一に輝いた時にも大喜びしていた。
運転免許は持っていない。理由は、義父が「車の免許を持たないこと」を結婚の条件にしたため。板金工場を経営する義父が、仕事でつぶれた車（と交通事故に遭った人）を多数見てきたことから、事故に遭うことをおそれて運転を禁じた。
また、前名である「桂三枝」の名は、落語系図によると2代目桂三木助の門人に記載されており、後に2代目桂三木彌を名乗っている。

## 受賞歴など
- 1981年 - 第1回 花王名人大賞・落語部門名人賞を受賞。第10回上方お笑い大賞大賞を受賞。
- 1982年 - 第2回 花王名人大賞大賞および落語部門名人賞を受賞。第19回ギャラクシー賞・選奨を受賞。
- 1983年 - 「創作落語の会」代表として大阪府民劇場奨励賞を受賞。創作落語「落語現在派宣言III」の口演で、第38回文化庁芸術祭大衆芸能部門大賞を受賞。
- 1984年 - 第4回 花王名人大賞特別功労賞を受賞。文化庁芸術祭大衆芸能部門大賞受賞（創作落語「ゴルフ夜明け前」）。
- 1985年 - 第13回 日本放送演芸大賞特別功労賞を受賞。
- 2003年 - 「桂三枝の創作落語125撰ファイナル」の成果で文化庁芸術祭演芸部門（関西公演の部）大賞を受賞。夏、上方落語協会の第6代会長に就任。
- 2005年 - 関西大学客員教授就任。お笑いをテーマにした講義を担当することに。
- 2006年 - 紫綬褒章受章[56]。芸術選奨文部科学大臣賞受賞。
- 2007年 - 菊池寛賞受賞。
- 2011年 - 第62回NHK放送文化賞受賞。
- 2013年 - ゆうもあ大賞受賞[57]。
- 2015年 - 旭日小綬章受章[2][58]。
- 2019年 - 大阪府池田市名誉市民賞受賞[5]。

## 弟子

結三柏は、桂文枝一門の定紋であるが、代々文枝は文枝紋を替え紋として併用。

落語の弟子の芸名には、自らの前名である「三枝」に因み「三某」の様に「三」を付けていた。六代文枝襲名以降は芸名に「文」または「枝」を与えることもある。落語以外の弟子（通称「維新塾」）としては、フジテレビの『タモリのボキャブラ天国』に出演していた漫談の幹てつや、吉本新喜劇に所属している中條健一、漫才師かつみ♥さゆりのさゆり、ラジオDJのDJ JIRO（高杉'Jay'二郎）らがいる。中條は、大学も所属サークルも三枝の後輩であり（関西大学落語研究会『落語大学』）、大学時代の芸名は「浪漫亭呂澪（ロミオ：『ロミオとジュリエット』より）」であった。1974年頃、2代目快楽亭ブラックが立川談志に最初の破門を出された際（その後、談志一門に復帰したが、2006年現在は2度目の破門中）、一時的に三枝門下となっている（ジョニー三ノ介・桂三ノ介・桂サンQ（サンキュー））。談志はこの件で三枝に感謝していたとされる。
『新婚さんいらっしゃい!』の前説は若手の弟子が務めていた。
落語家としての弟子一覧
- 桂三馬枝
- 三代目桂枝三郎
- 桂三歩
- 桂三発
- 五代目桂慶枝
- 桂三象
- 桂三扇
- 桂三若
- 桂三金
- 桂三ノ助
- 桂三弥
- 桂三幸
- 桂三四郎
- 桂三段
- 桂三輝
- 桂三河
- 桂三語
- 桂三度
- 桂三実
- 桂文路郎
- 桂健枝郎
- 桂笑金 - 三金門下から移籍
- 桂文りん

詳しくは文枝一門。
タレントとしての弟子一覧
- クルミ・ミルク（引退）
- 幹てつや
- DJ JIRO（高杉'Jay'二郎、2011年より三枝亭二郎として落語も行う）
- 尾崎小百合（かつみ♥さゆり）
- 中條健一
- 立花あさり（あさり・かつお）
- 中田真理亜（中田ダイマルの長女、元シェイプアップ）
- 西川亭三度豆（西川まさと・吉田かおり）
- こんばらさん【マジックパフォーマー】
- TASUKU
- 夏川立也（元漫才師、コミュニケーション講師）
- 淀家萬月

移籍
- 桂サンQ

廃業
- 桂文悠
- 桂貴文

## 演じた俳優
- 森田展義（舞台「吉本新喜劇 桂文枝襲名記念公演 オヨヨ!!三枝誕生物語」2012年）
  - 文枝も座長・なんば花月の当時の支配人役で出演。
- 間慎太郎（舞台「吉本百年物語 深夜のキラ星〜スター誕生〜」2012年）
- なだぎ武（舞台「吉本百年物語 日本全国、テレビで遊ぼ」2012年）

## 出演番組

### テレビ番組司会
報道・情報・ワイドショー番組
| 期間         | 期間          | 番組名                                                                | 備考 |
| ------------ | ------------- | --------------------------------------------------------------------- | --- |
| 1970年4月    | 1975年3月     | ファミリースタジオ230→奥さん!2時です（MBS・東京12チャンネル共同制作） | MBS発の月曜日担当、当時MBSはNETテレビ系列（現：テレビ朝日系列）でのネット局だったが、番組終了と同時にTBS系列へとネットチェンジ                                                              |
| 1985年4月6日 | 1986年9月27日 | モーニングアップル（KTV）                                             | |
| 1989年4月    | 1990年9月     | 桂三枝のTXNニュース THIS EVENING（テレビ東京）                        | 日曜日担当 |
| 1990年4月    | 1991年9月     | 桂三枝のにゅーすコロンブス（ABC）                                     | |
| 1992年10月   | 1993年9月     | レインボー（MBS）                                                     | 月・火曜日担当、キー局であるTBSテレビでは『スーパーワイド』を放送（同局でも同番組放送期間中は15:00からの飛び乗りネットにて放送されていたが、同番組終了後は14:00からのフルネットとして放送） |

バラエティ・トーク・特別番組・その他
- ヤングおー!おー!（1969年 - 1979年、毎日放送[注釈 5]）
- さかさまショー（1970年 - 1971年春、よみうりテレビ）
- 新婚さんいらっしゃい!（1971年1月31日 - 2022年3月27日、朝日放送）[注釈 6]
- 上方落語大全集（1972年 - 1976年、サンテレビ）
- パンチDEデート（1973年 - 1985年、関西テレビ）
- アタック!真理ちゃん（1974年4月4日 - 1974年9月26日、TBS）
- ガッツ!!三枝（1974年10月5日 - 、よみうりテレビ）
- ドカンと一発60分!（1975年、NET）
- 歌謡ヒットプラザ（1975年 - 1976年、フジテレビ）
- あなたが選ぶ今週のベストワン（1976年、フジテレビ）
- いたずらカメラだ!大成功（1976年 - 1977年、NET）
- オールスター春の東西対抗歌合戦!!（1977年4月1日、テレビ朝日） - 西軍司会
- 桂三枝のアァ結婚大地震（1979年 - 1981年、東京12チャンネル）
- THE恋ピューター→三枝の恋ピューター（1980年 - 1982年、よみうりテレビ）
- 三枝の爆笑美女対談（1980年 - 1987年、関西テレビ）
- 三枝の愛ラブ!爆笑クリニック（1981年 - 1995年、関西テレビ）
- 三枝の激闘スタジアム（1990年 - 1991年、関西テレビ）
- 浪花なんでも 三枝と枝雀（1982年4月 - 1985年12月、朝日放送）
- 三枝のドバーッとファイト!!（1983年4月22日 - 1983年9月30日、毎日放送）
- オール・ザッツ・タカラヅカ (1984年9月7日、フジテレビ)
- 桂三枝のファイト&ファイト（毎日放送）
- 三枝の思わずトークへ（1985年10月5日 - 1986年3月22日、毎日放送）
- 三枝やすし（きよし）興奮テレビ（1986年 - 1997年、毎日放送）
- ナイトinナイト（1986年5月 - 2000年3月、朝日放送） - 月・火曜担当
- 桂三枝のスポーツマガジン（1989年 - ?、毎日放送）
- 自然がいちばん!地球塾（1993年、TBS）
- 三枝の恋人ラブマッチ（よみうりテレビ）
- 桂三枝のひょうご寄席（サンテレビ）
- 三枝の笑タイム（1978年 - 1980年、NHK総合）
- 大阪発ユーモア列車（1980年 - 1981年、NHK総合）
- FNSスーパースペシャル 1億2000万人のテレビ夢列島'91（1991年7月20日‐21日、フジテレビ）
- 桂三枝の有限会社大企業（1996年 - 1997年、テレビ大阪）
- 今夜は見せまっせ（2002年 - 2005年、NHK総合）
- 三枝とナニワ三姉妹!（2005年度 - 不定期、NHK総合）
- 三枝一座がやってきた!（2006年度 - 2007年度・隔月土曜、2008年度・毎月最終木曜、NHK総合・BS2）
- 知る楽 私のこだわり人物伝・花菱アチャコ “笑いの神様”はお人好し（2009年6月、NHK教育）
- 西方笑土（2011年 - 2013年3月10日、NHK BSP・総合）
- 桂三枝の演芸図鑑（2011年 - 、NHK総合）
- 三枝の落語創世記→文枝の落語創世記（2012年 - 、NHK大阪） ※不定期放送
- しあわせニュース（2012年 - 2017年、NHK総合）
- 桂文枝の全国の首長さんに逢いたい！（2023年7月6日～BSよしもと）

### クイズ番組司会
- 三枝・アンヌの愛あいゲーム（後に、司会者交代・関西ローカル降格で『夫婦でドンピシャ!』に改題、1975年 - 1976年、朝日放送）
- 三枝の大マジメ!?結婚ゲーム（後に芸能人参加で「三枝の結婚ゲーム」に改題、1976年 - 1977年、朝日放送）
- クイズDEデート（1977年 - 1984年、関西テレビ）
- 三枝の国盗りゲーム（1977年 - 1986年、朝日放送）
- スーパージャンボクイズ'80（1980年、フジテレビ）
- ジョギングクイズ（1980年、東京12チャンネル）
- 三枝の爆笑夫婦（1980年 - 1985年、日本テレビ）
- クイズ世界に挑戦!（1981年、毎日放送） - 2代目司会
- 三枝のホントにホント（1981年、テレビ東京）
- 桂三枝の連続クイズ（1981年、TBS）
- SHARPワールドクイズ・カンカンガク学（1984年 - 1985年、日本テレビ）
- クイズ地球どんぶり!（後に形式を変更して『ザ!地球どんぶり』に改題、1984年 - 1985年、フジテレビ）
- ナイトinナイト おっちゃんVSギャル（1986年 - 2000年、朝日放送）
- クイズ!年の差なんて（1988年 - 1994年、フジテレビ）
- ザ・ラスベガス（1991年 - 1992年、よみうりテレビ）
- クイズ!いち2の三枝（1992年 - 1993年、テレビ朝日）
- まっ昼ま王!!（濡れてにアワー!!1994年、1994年 - 1995年、テレビ朝日）
- 日本ど真ん中!三枝のグルメご当地料理自慢（メ〜テレ他）

### クイズ番組の解答者として
- アップダウンクイズ 「クイズ番組司会者特集」（1979年、毎日放送）
- シャープ・新スターアクション（1979年 - 1980年、日本テレビ） - 2代目男性軍キャプテン
- パネルクイズ アタック25 2000回記念芸能人大会（2015年、朝日放送） ※『新婚さんいらっしゃい!』チームとして山瀬まみとペアで出演。

### テレビドラマ
- ドラマ23 桂三枝の家政婦さん（1988年、TBS） - 主演
- 連続テレビ小説（NHK総合）
  - 和っこの金メダル（1989年 - 1990年） - 宮川文三 役
  - ほんまもん（2001年 - 2002年） - 入江 役
  - ウェルかめ（2009年 - 2010年） - ナレーション
  - わろてんか（2018年） - 柳々亭燕団治 役[60]
- 水戸黄門（TBS） - 近松門左衛門 役
- 大久保彦左衛門（1975年、関西テレビ）
- けんか安兵衛 第20話（1975年、関西テレビ）
- 風鈴捕物帳 第6話（1978年、テレビ朝日）
- 柳生一族の陰謀 第29話（1979年4月17日、関西テレビ） - 三条兼枝 役
- ナニワ金融道1（1996年2月16日、フジテレビ） - 大手一郎 役
- 満開!ハッスル家族（毎日放送） - 主演・お父さん 役
- 木曜ゴールデンドラマ 夫婦善哉（よみうりテレビ）
- 上流階級〜富久丸百貨店外商部〜（2015年1月16日、フジテレビ） - 紅蔵栄一 役
- 真田丸（2016年4月 - 6月、NHK総合 大河ドラマ） - 千利休 役[61]
- 小さな巨人（2017年4月 - 6月、TBS） - 中田和正 役
- 関西テレビ開局60周年特別ドラマ「BRIDGE はじまりは1995.1.17神戸」（2019年1月15日、関西テレビ）‐ 江戸川正央 役

### テレビアニメ
- きんだーてれび「あわじしまの七福神」（2020年10月5日 - 2021年4月5日、きんだーてれび枠内ショートアニメ、パソナグループ・テレビ東京） - 原案・スサノオ・ナレーション

### 映画
監督・脚本・原作
- ゴルフ夜明け前（1987年、東宝、松林宗恵監督） - 原作・出演（近藤勇 役）[62]
- チンピラの遠吠え おぼえとけ！極道修行編（1995年、シネマパラダイス） - 原作・脚本・出演[63]
- 爆笑! 吉本ミクロ大作戦（1996年） - 脚本・監督[64]

出演
- 透明剣士（1970年、大映京都）
- 仁鶴・可朝・三枝の男三匹やったるでえ!（1970年）
- 新・ハレンチ学園（1971年） - 泥棒 役
- ヤングオー!オー! 日本のジョウシキでーす（1973年）
- テキヤの石松（1976年、東映京都） - 佐川ツトム 役
- 愉快な極道（1976年、東映京都） - 桂田 役
- 帝都物語（1988年、エクゼ） - 黒田茂丸 役
- 二十世紀少年読本（1989年） ※特別出演
- 明日があるさ THE MOVIE（2002年、東宝）
- のみとり侍（2018年、東宝） - 老中・田沼意次 役

### 劇場アニメ
- じゃりン子チエ（1981年、東宝） - 花井渉 役
- 紅の豚（1992年、東宝） - ピッコロのおやじ 役[65]

### ラジオ
- かんさい土曜ほっとタイム 14時台「ほっと人物ファイル」（2011年6月25日、NHKラジオ第1） - ゲスト
- 桂三枝の歌謡曲だよ歌謡曲!（ラジオ関西）
- 桂三枝のズバリ!!大番組（1973年 - 1974年頃、ラジオ関西）
- 三枝のトリオ・ポップス専科（ABCラジオ）
- 三枝です・ラジオでおはようABC（1980年、ABCラジオ）
- 桂三枝の見るラジオ（1985年、ABCラジオ）
- 金曜スペシャル・桂三枝のぶっつけ本番（ABCラジオ）
- MBSヤングタウン（MBSラジオ、初期の『歌え! MBSヤングタウン』時代から出演）
- 結婚しようよ!（1972年10月14日 - 1973年4月14日、MBSラジオ）
- 三枝のゲラゲラカンパニー（1979年1月7日 - 1979年4月1日、MBSラジオ）
- 桂文枝の茶屋町ホテル（MBS、文枝襲名に伴い2012年8月より『桂三枝の茶屋町ホテル』から改題）
- 復活! 桂三枝の歌え! MBSヤングタウン（2012年7月14日、MBSラジオ） ※MBSラジオで「桂三枝」名義で出演した最後の番組
- ヒットでヒット バチョンといこう! 日曜日（ラジオ大阪）
- ヤングタウンTOKYO（TBSラジオ）
- 桂三枝のぐりぐり20ぷん → 桂三枝のぐりぐり くぉうたあ（TBSラジオ）
- 桂三枝の夜のバットマン（TBSラジオ）
- 三枝ーズ トーク（TBSラジオ）
- 桂三枝のチキチキ王国（TBSラジオ）
- 桂三枝のサンデーチキチキ ミュージック（TBSラジオ）
- 桂三枝のおとなの関心（文化放送）

### ドキュメンタリー
- 旅のチカラ「桂三枝 夢のブラジルへ〜笑いの原点を探る〜」（2011年12月22日、NHK BSプレミアム）[66]
- ザ・ノンフィクション たこ焼き シルブプレ（s'il vous plait）〜パリ・細腕繁盛記〜（2012年2月26日、フジテレビ） - ナレーション
- 情熱大陸（2012年7月22日、毎日放送）
- 桂三枝のすべて〜六代桂文枝襲名〜（2012年7月29日、NHK BSプレミアム）
- ファミリーヒストリー（2013年11月15日、NHK総合）
- 私の履歴書（2014年6月26日 - 7月17日、BSジャパン） ※2012年に日本経済新聞朝刊に掲載した同名連載自伝を原作としたもの（上記）
- NHKスペシャル「シリーズ認知症革命」（2015年11月14日・15日、NHK総合）

### 審査員
- R-1ぐらんぷり 第5・7 - 13・15 - 18回（2007年・2009年 - 2015年・2017年 - 2020年、関西テレビ）
- 第63回NHK紅白歌合戦（2012年12月31日、NHK総合・ラジオ第1）

### CM
- ミノルタ（現：コニカミノルタ）「ハイマチックF」（1972年）
- 象印マホービン「エアーポット・押すだけ」（1973年）
- 小林住宅（1973年）- キャッチコピー「30にして建つ！」
- 橘高「リッタースポーツ」（1974年）[注釈 7]
- 東芝「ブラックストライプ」（1975年 - 1976年）[67][注釈 8]
- 日清食品「日清焼そばUFO」（1977年）
- ブラザー工業「コンパル」（1980年 - 1983年）
- 中外製薬「バルサン[注釈 9]」（1982年 - 1983年）
- トヨタ自動車「オールトヨタスーパーチャンスレーザー&ターボ」（1982年）
- サントリー「ナマ樽トリオ」（1982年 - 1983年）
- ミツカン「味ぽん」（1983年 - 1989年）
- 丸八真綿「羊毛パッド」（1984年）- 羊の格好で出演
- 森井食品「葛きり」（1990年 - 1998年）
- 東京都「エイズ防止」（1992年 - 1993年）
- 大塚食品「温野菜上手」（1993年）
- NTT「市内局番4桁化」（1998年 - 1999年）[注釈 10]
- ローソン（2001年）
- 日本コカ・コーラ「ジョージア」（2001年）
- はるやま商事（2003年 - 2004年）
- 資生堂「uno」（2006年）- 生まれて初めて金髪に染めて話題に。
- キリンビール「タルチョ芋」（2007年）
- プレナス「ほっともっと」（2011年 - 2015年）
- DHC「醗酵黒セサミン+スタミナ」（2013年 - 2014年）
- 淡路島（2014年 - 2018年）

年代不明
- トーラク
- 伊藤ハム「おいしさセール」
- イズミヤ
- 日本盛
- 美津濃「野球品まつり」
- セーラー万年筆
- サッポロビール「生ビール 黒ラベル」
- 大洋漁業（現：マルハニチロ）「キャッシュ&バッグ プレゼント」

## ディスコグラフィ

### シングル
| #                    | 発売日         | A/B面          | タイトル                 | 作詞           | 作曲           | 編曲                            | 規格品番       |
| キングレコード       | キングレコード | キングレコード | キングレコード           | キングレコード | キングレコード | キングレコード                  | キングレコード |
| -------------------- | -------------- | -------------- | ------------------------ | -------------- | -------------- | ------------------------------- | -------------- |
| 1                    | 1969年 8月     | A面            | 夕陽のアンジェロ         | 安里八         | 邦雄志         | ダボーズ                        | BS-1042        |
| 1                    | 1969年 8月     | B面            | たったひとつの愛         | 弓井久         | 邦雄志         | ダボーズ                        | BS-1042        |
| キャニオン           |                |                |                          |                |                |                                 |                |
| 2                    | 1971年 3月     | A面            | ぐりぐりソング           | きたみなと     | 葵まさひこ     | 葵まさひこ                      | CA-40          |
| 2                    | 1971年 3月     | B面            | 最後に泣くのはおんなです | 安里八         | 葵まさひこ     | 葵まさひこ                      | CA-40          |
| キングレコード       |                |                |                          |                |                |                                 |                |
| 3                    | 1975年 12月    | A面            | 三枝のムラムラ日記       | 不詳           | 上田正樹       | 上田正樹と サウス・トゥ・サウス | BS-1983        |
| 3                    | 1975年 12月    | B面            | 僕の思い出さん           | 上田正樹       | 上田正樹       | 上田正樹と サウス・トゥ・サウス | BS-1983        |
| ミノルフォン         |                |                |                          |                |                |                                 |                |
| 4                    | 1976年 2月     | A面            | ひと目逢ったその日から   | 伊藤アキラ     | 小林亜星       | ボブ佐久間                      | KA-583         |
| 4                    | 1976年 2月     | B面            | パンチ体操               | 伊藤アキラ     | 小林亜星       | ボブ佐久間                      | KA-583         |
| ユニオンレコード     |                |                |                          |                |                |                                 |                |
| 5                    | 1976年 7月     | A面            | 桂三枝の電線音頭         | 田村隆         | 不詳           | 東海林修                        | UC-11          |
| 5                    | 1976年 7月     | B面            | (カラオケ)               | -              | 不詳           | 東海林修                        | UC-11          |
| キングレコード       |                |                |                          |                |                |                                 |                |
| 6                    | 1984年 10月5日 | A面            | 幸せにキッスしたら       | 荒木とよひさ   | いけたけし     | 若草恵                          | K07S-614       |
| 6                    | 1984年 10月5日 | B面            | あいあい愛Love You       | 荒木とよひさ   | 熊谷安廣       | 若草恵                          | K07S-614       |
| ワーナー・パイオニア |                |                |                          |                |                |                                 |                |
| 7                    | 1986年 5月25日 | A面            | 四季の恋人               | 石坂まさを     | 石坂まさを     | 京建輔                          | L-1738         |
| 7                    | 1986年 5月25日 | B面            | あなたに                 | 石坂まさを     | 石坂まさを     | 京建輔                          | L-1738         |
| 日本コロムビア       |                |                |                          |                |                |                                 |                |
| 8                    | 1991年 10月1日 | 01             | 熱海あたりで             | 秋元康         | 林哲司         | 服部隆之                        | CODA-8798      |
| 東芝EMI              |                |                |                          |                |                |                                 |                |
| 9                    | 1992年 7月1日  | 01             | 好きだから               | 魚住勉         | 馬飼野康二     | 馬飼野康二                      | TODT-2874      |
| 9                    | 1992年 7月1日  | 02             | 愛は季節のなかで         | 魚住勉         | 馬飼野康二     | 馬飼野康二                      | TODT-2874      |

- ※「夕陽のアンジェロ」の歌詞について『桂三枝の笑宇宙（05）』収録の『親父の演歌』のマクラで「よく分からない」と語っている。
- ※「桂三枝の電線音頭」について『桂三枝の笑宇宙（05）』収録の『親父の演歌』のマクラで「私のレコードの中で一番売れた」と語っている。

### 参加作品
- 「新地の雨」（藤圭子デュエット桂三枝）1989年2月25日発売『桂三枝の笑宇宙（05）』収録の『親父の演歌』のマクラで、「宇多田さん（宇多田ヒカル）のお母さん、藤圭子さんとのデュエットなんです」、作詞は桂三枝と紹介。カラオケ（通信カラオケ収録）で歌えるとも紹介。一節歌うも歌詞がうろ覚えなため、途中で「どんなんやったかなぁ」とぼやく。自ら作詞したもののあまり歌っていないため歌詞を忘れたという（カラオケでは歌うとのこと）。

- 「エブリディ ＫＡＭＩＧＡＴＡ ＲＡＫＵＧＯ」（桂文枝作詞、キダ・タロー作曲、江村華織（五代目桂慶枝夫人）編曲）2012年の彦八まつりの目玉として企画・披露[68]。のちに2021年のデジタル彦八まつりで、上方落語協会員多数参加のプロモーションビデオが作成・公開された[69]。

### タイアップ曲
| 年     | 楽曲                   | タイアップ                                        |
| ------ | ---------------------- | ------------------------------------------------- |
| 1969年 | 夕陽のアンジェロ       | MBSラジオ「歌え!ヤングタウン」8月の歌             |
| 1975年 | ひと目逢ったその日から | フジテレビ系「パンチDEデート」テーマソング        |
| 1976年 | 桂文枝の電線音頭       | テレビ朝日系「ドカンと一発60分!」挿入歌           |
| 1984年 | 幸せにキッスしたら     | テレビ朝日系「新婚さんいらっしゃい!」テーマソング |
| 1991年 | 熱海あたりで           | テレビ朝日系「トゥナイト」EDテーマ                |
| 1992年 | 好きだから             | テレビ朝日系「新婚さんいらっしゃい!」テーマソング |

## 著書
- 『桂三枝のオヨヨ巷談』（1973年、ブロンズ社）
- 『新婚さんいらっしゃい!』（1975年、オリエント書房）
- 『愛情ゆきのバス』（1976年、八曜社）
- 『おもろ文学館』講談社、1976年7月16日。
- 『桂三枝のオヨヨ・テスト』（1976年、広済堂ブックス）
- 『桂三枝爆笑落語大全集』全8巻（レオ企画）

1 仁義なき校争（1982年）
2 真心サービスおじんタクシー（1983年）
3 恐怖の怪談社（1984年）
4 父さんがビデオカメラを買った日（1985年）
5 君よモーツァルトを聴け（1988年）
6 涙をこらえてカラオケを（1997年）
7 湯けむりが目にしみる（1998年）
- 『三枝の爆笑夫婦』（1983年、日本テレビ放送網）
- 『浪花なくとも桂三枝です』講談社、1983年3月20日。
- 『三枝の熱闘ひとり会 : 落語と笑いと人生と』PHP研究所、1984年2月13日。
- 『ゴルフ夜明け前 : 大河レキシ小説』サンケイ出版、1987年4月10日。
- 『あなたは3日間で巨人軍と別れられる 自分をダメにしないために』（1988年、青春出版社 プレイブックス）
- 『桂三枝の傑作落語大全集』（角川文庫）

1 仁義なき校争（1988年）
2 ゴルフ夜明け前（1989年）
- 『巨人ファンをとてもやめられない人へ いまの自分を抜け出して見よう』（1988年、青春出版社 プレイブックス）
- 『吉本興業殺人事件』（1988年、扶桑社）
- 『三枝のホンマでっか 桂三枝対談集』（1989年、読売新聞社）
- 『三枝のホンマでっか 桂三枝対談集 part 2-3』（1990年 - 1992年、読売新聞社）
- 『おぼえとけ!』（1995年、扶桑社文庫）
- 『ナニワの太閤 ゆめの又ゆめ』（1996年、ベストセラーズ）
- 『桂三枝の落語絵本シリーズ』（絵：黒田征太郎、アートン）

1 美しく青き道頓堀川（2005年）
2 鯛（2005年）
3 悲しい犬やねん（2005年）
4 考える豚（2006年）
5 ワニ（2006年）
6 カラス（2006年）
7 さよなら動物園（2006年）
8 峠の狸レストラン（2006年）
- 『桂三枝という生き方』（2005年、ぴあ）
- 『桂三枝の笑ウインドウ傑作選』（2006年、編著、朝日新聞社）
- 『桂三枝のああ夫婦 『新婚さんいらっしゃい!』でわかった幸せの法則』（2007年、大和書房）
- 『桂三枝の川柳激情 世の中を575で考えよう』（2011年、たる出版）
- 『師匠、五代目文枝へ』（2012年、ヨシモトブックス）
- 『風に戦いで』（2018年、ヨシモトブックス）

### 共著
- 西川きよし共編『パンチDEデート』（1975年、二見書房 サラ・ブックス）
- 高井研一郎作画、中原まこと構成『桂三枝の上方落語へいらっしゃ〜い!』（2011年、ヨシモトコミックス）

### 翻訳
- レスリー・ニールセン、ヘンリー・ベアード『ゴルフでいらっしゃーい アメリカ名物ゴルフ漬け』（1997年、訳・監修、TOKYO FM出版）